# Carmi Gillon
Carmi Gillon (hebraisk: כרמי גילון, født i 1950 i Jerusalem) er en israelsk politiker og forhenværende israelsk ambassadør i Danmark.
Han aftjente sin værnepligt i et kampvogns- og senere i et artillerikorps og blev såret under den såkaldte "udmattelseskrig", der fulgte efter Seksdageskrigen i 1967.
Han blev rekrutteret til den israelske efterretningstjeneste Shin Bet i 1972, mens han studerede på Det hebraiske universitet i Jerusalem. Senere studerede han på den Nationale Forsvarsskole, hvor han tog en mastergrad i socialvidenskab og offentlig administration, hvorefter han vendte tilbage til Shin Bet, bl.a. som chef for den nordlige region af Israel. I denne funktion deltog han bl.a. i operationer i Libanon.
Gillon blev chef for Shin Bet i 1994, men gik af efter mordet på premierminister Yitzhak Rabin i 1995. Efter et par job i den private sektor blev han i 2000 direktør for Shimon Peres' Center for Fred.
Han var Israels ambassadør i København 2001-2003. Her blev han kendt for sine udtalelser om, at det var acceptabelt at benytte "moderat fysisk pres" under afhøringer af formodede terrorister, hvis det kunne stoppe terroraktioner.
I 2003 blev han valgt til borgmester i byen Mevasseret Zion, der har ca. 24.000 indbyggere. 
Han bor med sin hustru, Sari, i Mevasseret Zion. De har tre børn.